# ライムンド・オルシ
ライムンド・ビビアニ・オルシ（Raimundo Bibiani Orsi、1901年12月2日 - 1986年4月6日）は、アルゼンチン・ブエノスアイレス州アベジャネーダ出身の元サッカー選手。アルゼンチン代表およびイタリア代表。1934年ワールドカップ・イタリア大会優勝メンバー。

## 経歴

### クラブ
アルゼンチンのCAインデペンディエンテでキャリアを始めたが、より大きな成功を手にしたのは1928-29シーズンに加入したイタリアのユヴェントスFCでのことである。ここでは1930-31シーズンから1934-35シーズンまで、セリエAで5連覇を達成した。その後は南米に戻り、古巣のインデペンディエンテなどアルゼンチンのクラブや、ウルグアイのCAペニャロール、ブラジルのCRフラメンゴに在籍した。

### 代表
アルゼンチン代表としては1924年にデビュー。1927年南米選手権優勝、1928年アムステルダム五輪銀メダルを獲得した。
ユヴェントス移籍後の1929年からはイタリア代表選手となった。1934年ワールドカップ・イタリア大会では、5試合に出場して決勝戦の同点ゴールを含む3得点を挙げ、イタリアの初優勝に貢献した。同大会のイタリア代表には他にもルイス・モンティ、エンリケ・グアイタ、アッティリオ・デマリアらのアルゼンチン出身選手がいた。
アルゼンチン帰国後の1936年には再びアルゼンチン代表選手として1試合に出場している。

## プレイスタイル
169cm、68kgと小柄ながらスピードとテクニックに優れ、鋭いドリブルで突破して、多くのゴールをあげた。

## 代表歴
- 1924年 - 1928年, 1936年 アルゼンチン代表
  - 代表通算 - 13試合3得点
  - 1927年 - 南米選手権 (優勝)
  - 1928年 - アムステルダム五輪 (準優勝)
- 1929年 - 1935年 イタリア代表
  - 代表通算 - 35試合13得点
  - 1934年 - FIFAワールドカップ (優勝)